# Тождественные частицы

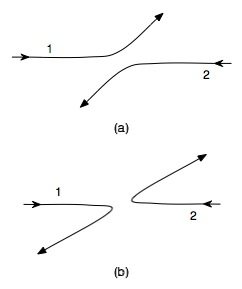
Два возможных пути взаимодействия пары тождественных частиц.

Тождественные (иначе неразличимые) частицы — это частицы, которые принципиально не могут быть распознаны и отличены одна от другой, то есть подчиняются принципу тождественности одинаковых частиц. К таким частицам относятся: элементарные частицы (электроны, нейтроны и т. д.), а также составные микрочастицы, такие как атомы и молекулы. Существует два больших класса тождественных частиц: бозоны и фермионы.

## Различение частиц
Есть два способа, которыми можно различить частицы. Первый метод основывается на различиях внутренних физических свойств частиц, таких как масса, электрический заряд и спин. Если отличия существуют, то мы можем различить частицы, измеряя соответствующие свойства. Однако, также известно из опыта, что у микроскопических частиц одного типа существует полностью эквивалентные физические свойства. Например, у каждого электрона во Вселенной есть точно тот же самый электрический заряд; это — то, почему мы можем говорить о такой вещи как «элементарный заряд электрона».
Даже если частицы обладают эквивалентными физическими свойствами, чтобы различить частицы, остаётся второй метод, который должен отследить траекторию каждой частицы. Если бы мы могли измерить положение каждой частицы с бесконечной точностью (даже когда частицы сталкиваются), не было бы никакой двусмысленности, о которой частице идёт речь. Проблема с этим подходом состоит в том, что он противоречит принципам квантовой механики. Согласно квантовой теории, частицы не обладают определёнными положениями между измерениями. Вместо этого ими управляют волновые функции, квадрат модуля которых даёт вероятность обнаружения частицы в каждом положении. С течением времени, волновые функции имеют тенденцию распространяться и интерферировать, (смешиваться и взаимно влиять и изменять друг друга). Как только это случается, становится невозможно определить, в последующем измерении, какое из положений частицы соответствуют измеренному ранее. Частицы, как тогда говорят, «неразличимы».